# 高山村立高山小学校 (長野県)
高山村立高山小学校（たかやまそんりつ たかやましょうがっこう）は、長野県高山村大字高井にある公立小学校。

## 概要
各学年は2～3学級ほどで、普通学級は16、特別支援学級は2、合計18学級である。敷地は28.975平方メートル、建設面積は6.802平方メートル。

## 教育目標
- ひとりだち ともそだち

## 教育活動
ひとりだちタイム、いのちの学習、児童相談旬刊、しらかば学習発表会、わくわく村など独自の教育活動を展開している。

## 沿革
- 1978年（昭和53年）4月 - 村内の3小学校（高井・山田・奥山田）が統合し、高山小学校として開校
- 2001年（平成13年）～2004年（平成16年） - 耐震補強、大規模改修工事
- 2010年（平成22年） - 全国優良PTAとして全国表彰[3]
- 2011年（平成23年） - 自転車クラブ、交通安全子供自転車全国大会で優勝[4]